# Casa Àsia
La Casa Àsia és un consorci públic dedicat a promoure un millor coneixement i relacions entre Espanya i els països asiàtics i del Pacífic, en l'àmbit cultural, però també en l'institucional, acadèmic, i econòmic. Va ser fundat el 2001 pel Ministeri d'Afers Exteriors espanyol, l'Ajuntament de Barcelona, la Generalitat de Catalunya, i el 2007 s'hi va incorporar l'Ajuntament de Madrid. Des del 2019 el seu director és Javier Parrondo, diplomàtic espanyol de carrera.

## Seus

### Seus històriques
Al llarg de la seva història, la Casa Àsia ha tingut diverses seus institucionals. Des de l'any 2003 fins al juliol del 2013, va ser al Palau del Baró de Quadras, un edifici modernista projectat per Josep Puig i Cadafalch. Des del 2013 fins al 2018 va romandre al pavelló de Sant Manuel, dins del recinte modernista de l'Hospital de la Santa Creu i Sant Pau. Des del 2018 fins al juny del 2023 es trobava a l'edifici de la Comissió Nacional dels Mercats i la Competència (CNMC) al districte tecnològic del 22@.

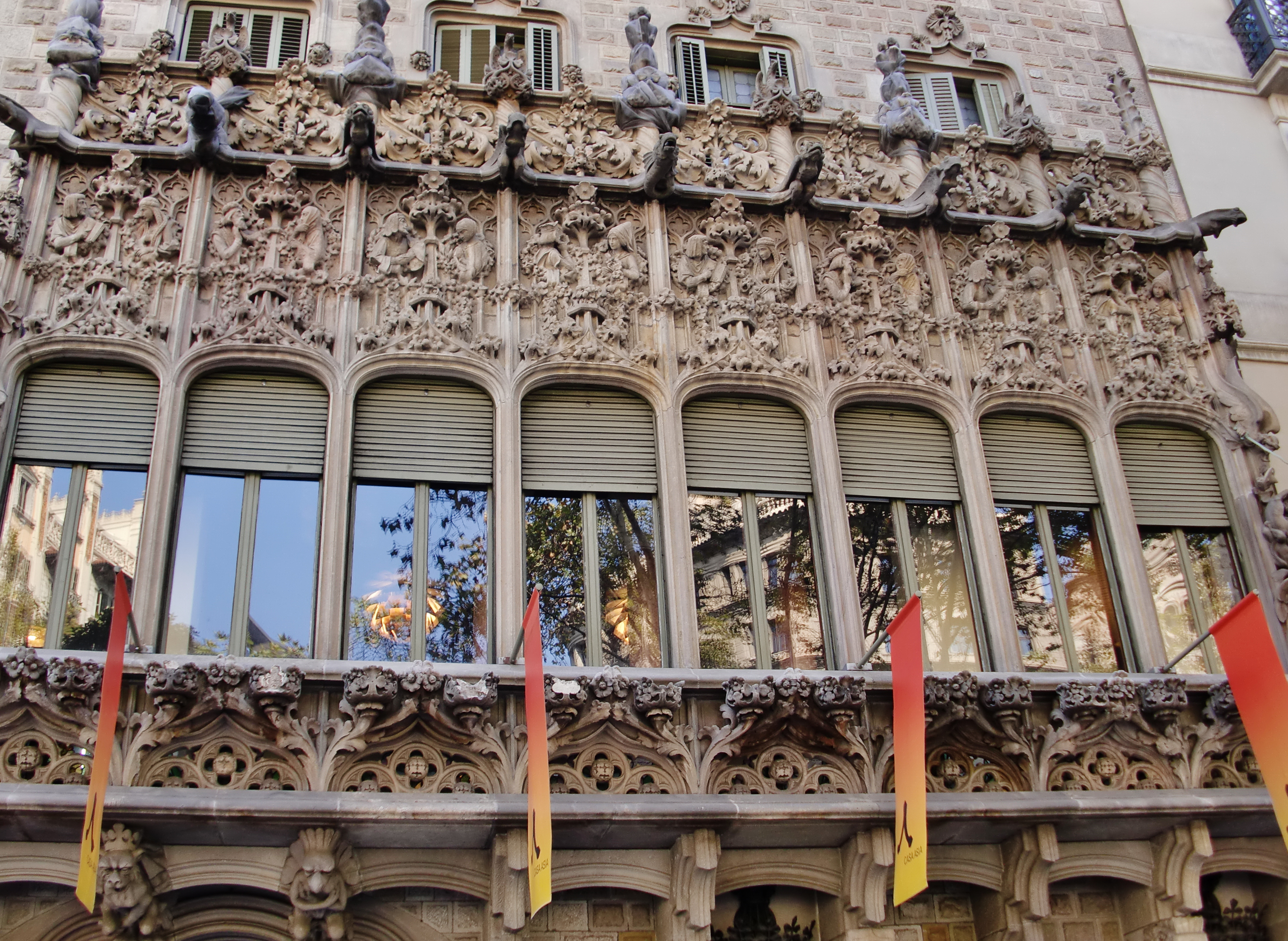
Palau del Baró de Quadras (2003-2013)
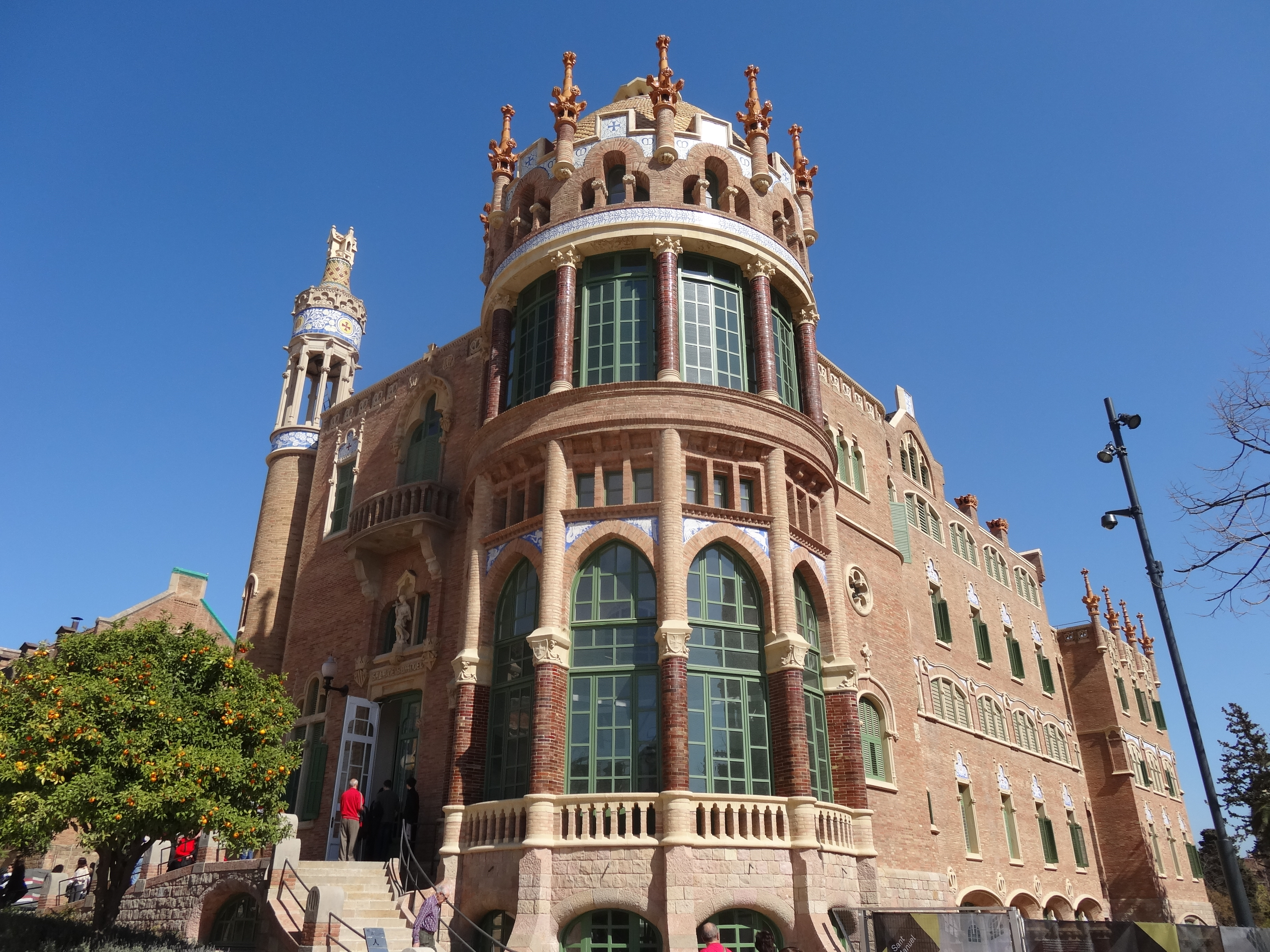
Hospital de la Santa Creu i Sant Pau (2013- 2018)
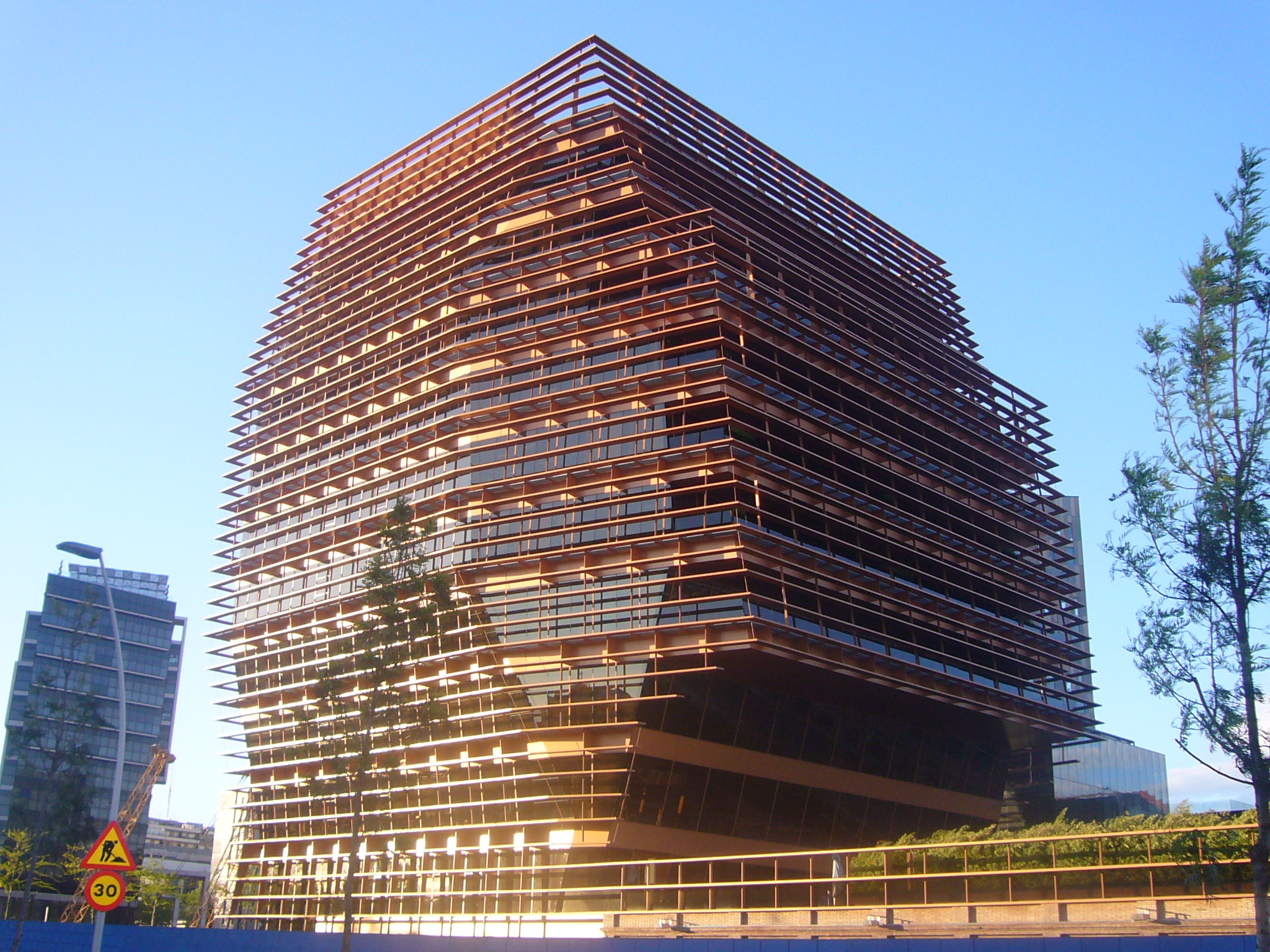
Comissió del Mercat de les Telecomunicacions (2018 - 2023)

### Seus actuals
Actualment (2023), la Casa Àsia disposa de dues seus. La principal es troba a la capella de la Casa dels Infants Orfes, al carrer d'Elisabets, 24, al Raval. Es tracta d'un edifici de tres plantes, amb una sala polivalent per acollir actes de petit format, despatxos i oficines, cedit per l'Ajuntament de Barcelona. Es preveu que la institució s'instal·li al Palau de Pedralbes properament.

També disposa d'una altra seu a Madrid, al Palau de Cañete, al número 69 del carrer Mayor, inaugurada el 2006.

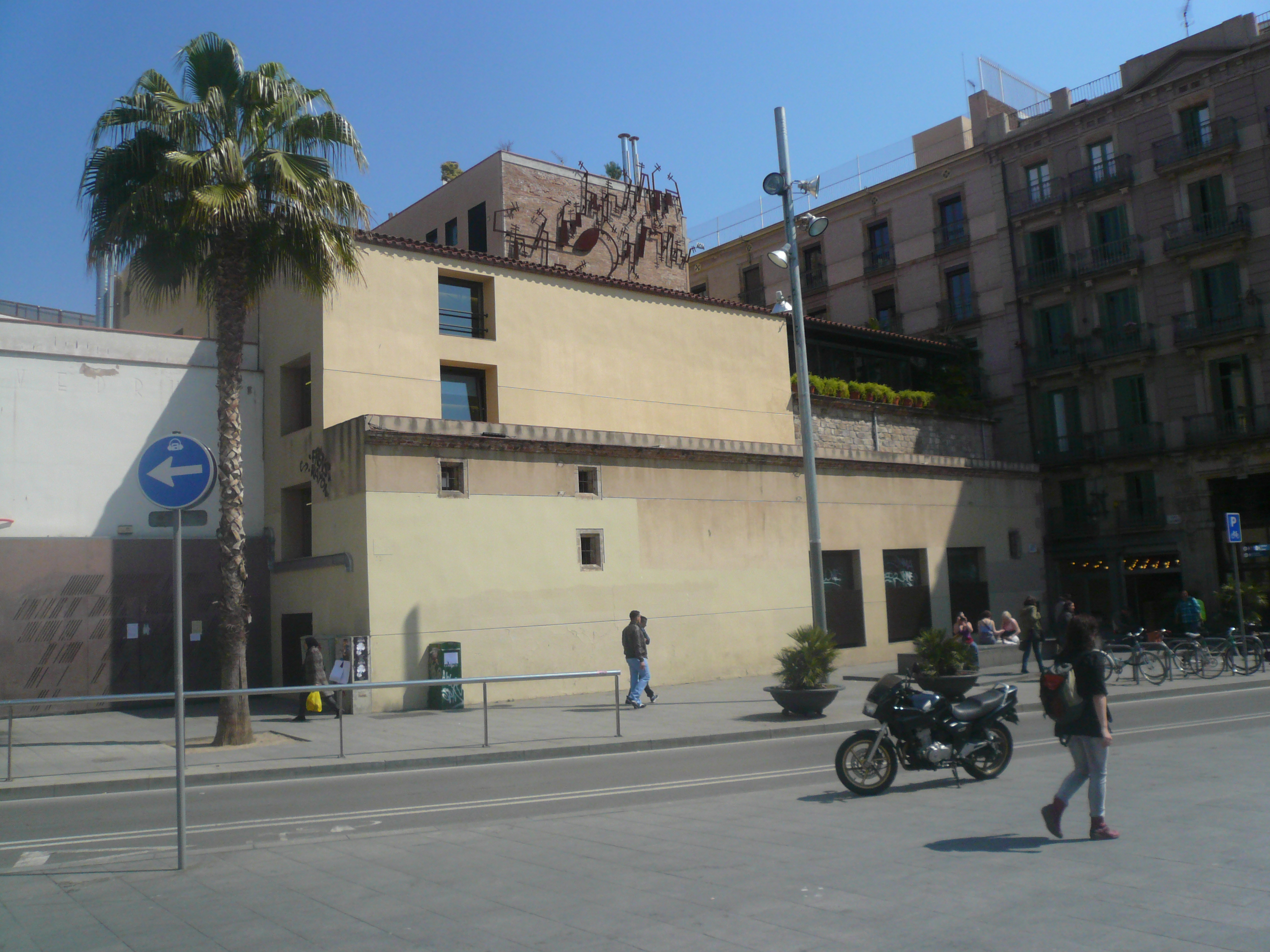
Capella de la Casa dels Infants Orfes (2023- )
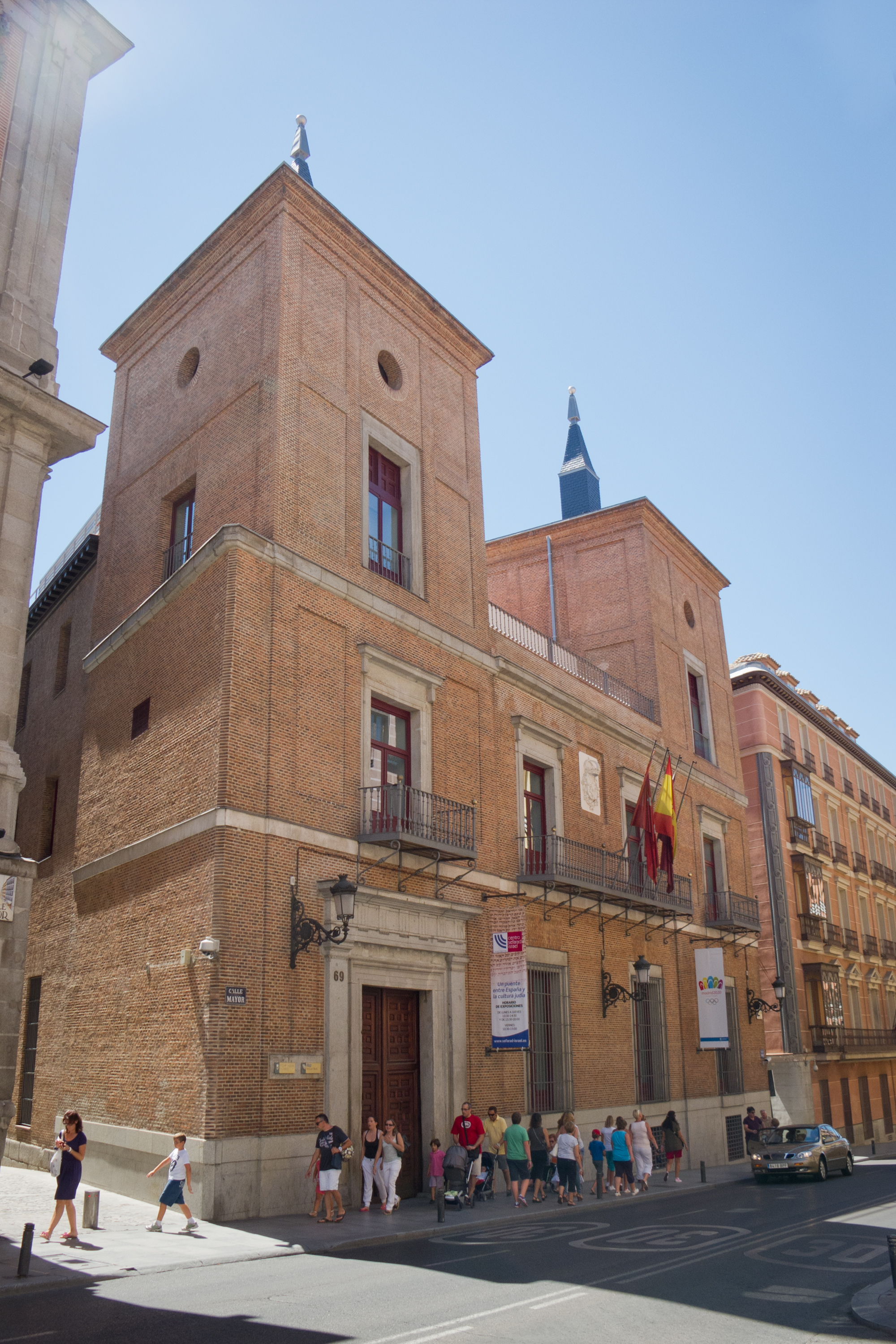
Palacio de Cañete (Madrid) (2006- )

## Activitat
La Casa Àsia organitza projectes activitats per aconseguir un millor coneixement i enteniment mutu entre Espanya i els països d'Àsia-Pacífic, i facilita l'acostament institucional, empresarial, cultural i social entre països.
Per fer-ho, organitza activitats diverses, conferències, seminaris i taules rodones. També fa formació en llengües asiàtiques i col·laboren amb les comunitats asiàtiques residents a Espanya. Un dels seus projectes més populars és l'organització de l'Asian Film Festival Barcelona.

## Directors
Els últims directors de Casa Àsia han estat: Ramon Maria Moreno (- 2017), David Navarro (2017-2019) i Javier Parrondo (2019- ).